# Saint-Quentin-sur-Charente
Saint-Quentin-sur-Charente település Franciaországban, Charente megyében. Lakosainak száma 202 fő (2022. január 1.). Saint-Quentin-sur-Charente Chabanais, Exideuil-sur-Vienne, Lésignac-Durand, Pressignac és Terres-de-Haute-Charente községekkel határos.

## Népesség
A település népessége az elmúlt években az alábbi módon változott:
| Lakosok száma | 294  | 245  | 250  | 227  | 198  | 207  | 215  | 218  | 212  | 202  |
|               | 1968 | 1982 | 1990 | 2006 | 2013 | 2015 | 2017 | 2019 | 2020 | 2022 |